# Макхейл, Кристина
Кристи́на Марие́тта Макхе́йл (англ. Christina Marietta McHale; род. 11 мая 1992, Тинек, США) — американская теннисистка ирландско-латиноамериканского происхождения. Полуфиналистка одного турнира Большого шлема в смешанном парном разряде (Открытый чемпионат США-2018); победительница трёх турниров WTA (из них один в одиночном разряде); финалистка Кубка Федерации-2010 в составе сборной США.
Победительница одного юниорского турнира Большого шлема в паре (Открытый чемпионат Австралии-2009); финалистка одного одиночного турнира Orange Bowl (2008); бывшая десятая ракетка мира в юниорском рейтинге ITF.

## Общая информация
Отца Кристины зовут Джон (работает в области финансов), маму — Маргарита (сопровождает свою дочь на соревнованиях). У уроженки Нью-Джерси также есть старшая сестра Лорен (учится в Принстоне, также играет в теннис).
Родилась в Тинеке; с 3 до 8 лет жила в Гонконге (отец работал там в эти сроки). Там же впервые начала играть в теннис.
Тренировочный процесс осуществляет в Нью-Джерси и в теннисном центре USTA во Флориде.
Агрессивный игрок задней линии. Любимый удар — форхенд. Одной из своих сильных сторон считает скорость передвижения по корту.
Любимое покрытие — хард, любимый турнир — Открытый чемпионат США. Теннисные кумиры — сёстры Уильямс.
Если бы не стала теннисисткой, то хотела бы стать пловчихой.
Владеет английским, испанским языками и основами севернокитайского языка.

## Спортивная карьера

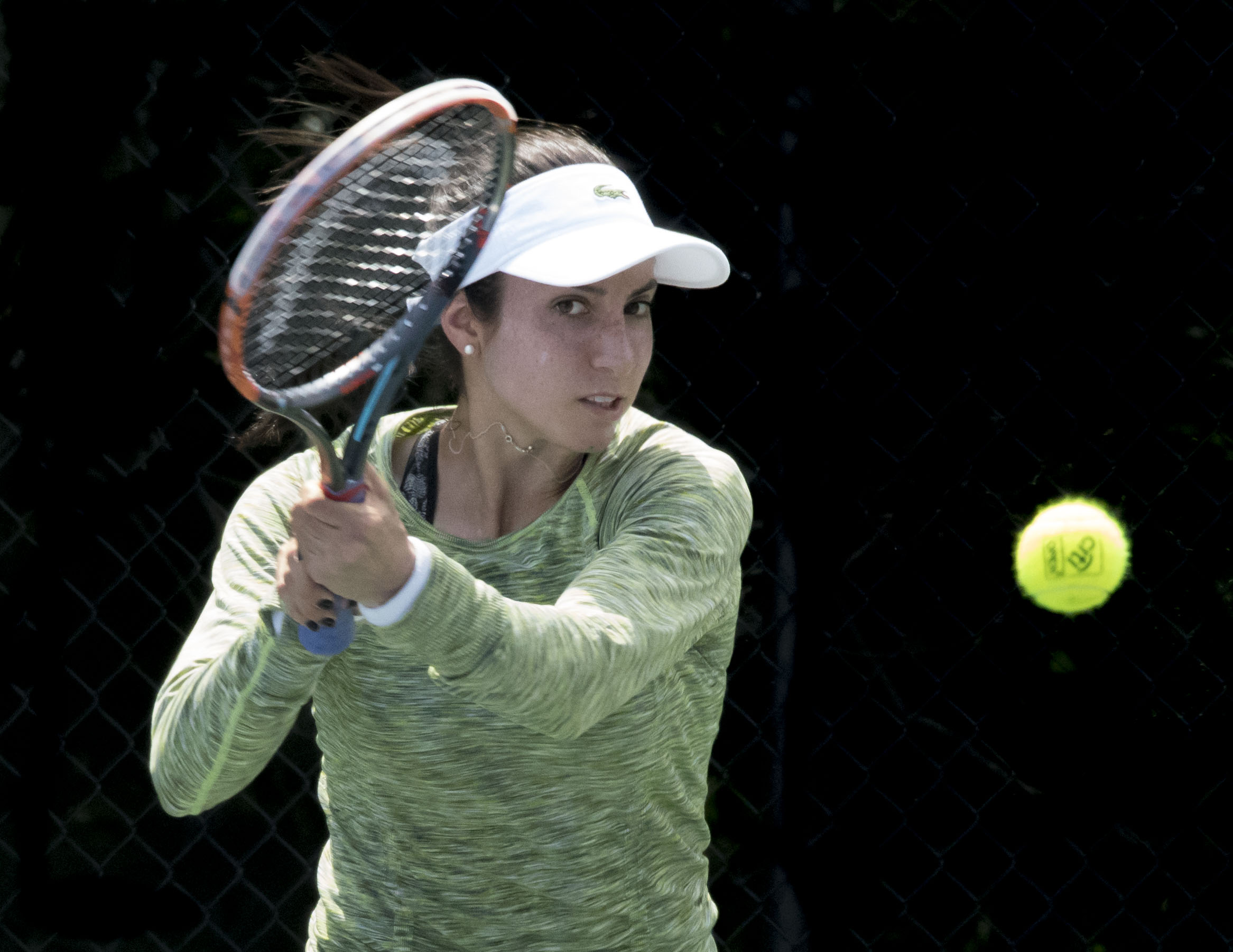
Макхейл на турнире в Вашингтоне 2016 года

Из достижений Макхейл на юниорском этапе карьеры следует выделить выход в финал одиночного турнира Orange Bowl в 2008 году и победу в парном турнире на Открытом чемпионате Австралии 2009 года в альянсе с Айлой Томлянович.
С 2007 года Кристина стала принимать участие во взрослых турнирах ITF и смогла выиграть один парный титул и один раз выйти в одиночный финал на небольших турнирах цикла. В 2009 году она дебютировала на основных соревнованиях Большого шлема и одновременно в WTA-туре, получив специальное приглашение на Открытый чемпионат Австралии. В августе на Открытом чемпионате США Мекхейл пробилась во второй раунд и сыграла в нём против Марии Шараповой. В октябре она сыграла в финале 50-тысячника в США.
В феврале 2010 года состоялся дебют Кристины в составе сборной США, когда она сыграла один матч в первом раунде в рамках Кубка Федерации. В апреле на грунтовом турнире премьер-серии в Чарлстоне Макхейл смогла впервые обыграть теннисистку из Топ-10 мирового рейтинга — № 9 в мире на тот момент Викторию Азаренко. В начале июня она смогла выиграть 50-тысячник ITF в парном разряде в Италии в дуэте с Оливией Роговской. В сентябре на турнире уже основного тура в Квебеке Кристина отметилась выходом в полуфинал.
В апреле 2011 года Макхейл смогла дойти до четвертьфинала турнира в Чарлстоне. В июне американка взяла свой первый взрослый титул в одиночном разряде, победив на 50-тысячнике ITF в Риме. В августе на турнире серии Премьер-5 в Цинциннати в матче второго раунда Макхейл смогла победить лидера мировой классификации Каролину Возняцки — 6-4, 7-5. Через неделю на турнире в призе в Нью-Хэйвене она вышла в четвертьфинал, в котором Возняцки взяла реванше за поражение в Цинциннати. На Открытом чемпионате США Макхейл впервые доиграла до третьего раунда Большого шлема, обыграв для этого во втором № 9 в мире Марион Бартоли. Сезон 2011 года она завершила уже в Топ-50 мирового рейтинга.
В январе 2012 года Макхейл вышла в третий раунд Австралийского чемпионата. В феврале она вышла в четвертьфинал турнира серии Премьер 5 — в Дохе. На турнире высшей категории премьер в Индиан-Уэлсе американка смогла победить третью ракетку мира Петру Квитову, но дальше чем в третий раунд пройти ей не удалось. В мае на кортах Ролан Гаррос она впервые вышла в третий раунд. Также до третьего раунда первый раз она добралась и на Уимблдонском турнире. В июле Макхей сыграла в четвертьфинале турнира в Карлсбаде. Затем американская теннисистка дебютировала на Олимпийских играх, выступив в Лондоне. В первом же матче турнира она уступила сербке Ане Иванович. В августе Макхейл поднялась на наивысшую для себя строчку в одиночном рейтинге. Она заняла 24-е место, а по итогам сезона финишировала на 33-й позиции.
2013 год прошёл для Макхейл менее удачно. Лучшим результатом на Большом шлеме стал третий раунд Открытого чемпионата США. В сентябре она впервые за сезон преодолела первые раунды и дошла до полуфинала на турнире в Квебеке. В 2014 году Кристина впервые вышла в финал турнира WTA. Произошло это на турнире в Акапулько, где в титульном матче она уступила Доминике Цибулковой — 6-7(3) 6-4 4-6. В мае того же года Макхейл вышла в полуфинал турнира в Страсбурге. До конца сезона она ещё раз сыграла в полуфинале — в сентябре на турнире в Сеуле. В мае 2015 года на турнире серии Премьер-5 Макхейл оказалась в четвертьфинале, благодаря снятию с турнира из-за травмы Серены Уильямс перед их матчем третьего раунда. В августе она сыграла в 1/4 финала турнира в Вашингтоне, а в сентябре вышла в полуфинал в Токио.
В начале 2016 года Макхейл выиграла свой дебютный титул в туре, взяв его в парном разряде на турнире в Хобарте в партнёрстве с китаянкой Хань Синьюнь. В одиночном разряде в конце января она выиграла на 50-тысячнике ITF в США. В феврале Кристина вышла в полуфинал на турнире уже WTA в Акапулько. В марте на крупном турнире в Индиан-Уэлсе в матче второго раунда она впервые за 4 года выиграла у теннисистки из Топ-10, выбив с турнира № 4 Гарбинью Мугурусу (7-5, 6-1). В сентябре Макхейл выиграла своей первый одиночный трофей в WTA-туре. Она победила на турнире в Токио, обыграв в финале чешку Кристину Синякову со счётом 3-6, 6-4, 6-4. В октябре она выиграла ещё один титул уже в парном разряде, победив в альянсе с Пэн Шуай на турнире Тяньцзине. 2016 год Макхейл в третий раз в карьере завершила в Топ-50 одиночного рейтинга.
За сезон 2017 года Макхейл дважды выходила в полуфинал: в Акапулько и Токио и один раз в четвертьфинал: в Тяньцзине. Лучшим результатом 2018 года стал выход в полуфинал в миксте Открытого чемпионата США в паре с соотечественником Кристианом Харрисоном. В марте 2019 года она пробилась через квалификацию на турнир в Индиан-Уэлсе, и в основной сетке дошла до третьего раунда, проиграв соотечественнице Винус Уильямс. В мае Кристина выиграла 80-тысячник ITF в Кань-сюр-Мере. В сентябре в дуэте с Валерией Савиных сыграла в парном финале турнира в Хиросиме.
В феврале 2020 года Макхейл вышла в четвертьфинал турнира в Акапулько. В августе на перенесенном в Нью-Йорк турнире серии Премьер 5 она попала через квалификацию и в первом раунде восходящую звезду Игу Свёнтек, а затем Екатерину Александрову, пройдя в третий раунд. В августе 2021 года совместно с Саней Мирзой удалось выйти в парный финал турнира в Кливленде. Объявила о завершении игровой карьеры в 30 лет, в сентябре 2022 года, после поражения в квалификации Открытого чемпионата США.

## Итоговое место в рейтинге WTA по годам
| Год  | Одиночный рейтинг | Парный рейтинг |
| 2021 | 158               | 129            |
| 2020 | 80                | 129            |
| 2019 | 85                | 157            |
| 2018 | 155               | 143            |
| 2017 | 63                | 130            |
| 2016 | 44                | 38             |
| 2015 | 64                | 259            |
| 2014 | 54                | 178            |
| 2013 | 68                | 126            |
| 2012 | 33                | 166            |
| 2011 | 42                | 175            |
| 2010 | 115               | 435            |
| 2009 | 218               | 488            |
| 2008 | 425               | 571            |
| 2007 | 712               | 681            |

## Выступления на турнирах

### Финалы турнировWTAв одиночном разряде (2)

#### Победы (1)
| Легенда:                                   |
| ------------------------------------------ |
| Турниры Большого шлема (0)*                |
| Олимпиада (0)                              |
| Итоговый турнир WTA (0)                    |
| Premier Mandatory / WTA 1000 Mandatory (0) |
| Premier 5 / WTA 1000 (0)                   |
| Premier / WTA 500 (0)                      |
| International / WTA 250 (1+2)              |

| Титулы по покрытиям | Титулы по месту проведения матчей турнира |
| ------------------- | ----------------------------------------- |
| Хард (1+2)*         | Зал (0)                                   |
| Грунт (0)           | Зал (0)                                   |
| Трава (0)           | Открытый воздух (1+2)                     |
| Ковёр (0)           | Открытый воздух (1+2)                     |

* количество побед в одиночном разряде + количество побед в парном разряде.
| №  | Дата             | Турнир        | Покрытие | Соперница в финале | Счёт        |
| 1. | 18 сентября 2016 | Токио, Япония | Хард     | Катерина Синякова  | 3-6 6-4 6-4 |

#### Поражения (1)
| №  | Дата         | Турнир             | Покрытие | Соперница в финале | Счёт           |
| 1. | 1 марта 2014 | Акапулько, Мексика | Хард     | Доминика Цибулкова | 6-7(3) 6-4 4-6 |

### Финалы турнировITFв одиночном разряде (6)

#### Победы (3)
| Легенда:                    |
| --------------------------- |
| 100.000 USD (0)*            |
| 80.000 (75.000)** USD (1)   |
| 60.000 (50.000)** USD (2+1) |
| 25.000 USD (0)              |
| 15.000 (10.000)** USD (0+2) |

** призовой фонд до 2017 года
| Титулы по покрытиям | Титулы по месту проведения матчей турнира |
| ------------------- | ----------------------------------------- |
| Хард (1+1)*         | Зал (0)                                   |
| Грунт (2+2)         | Зал (0)                                   |
| Трава (0)           | Открытый воздух (3+3)                     |
| Ковёр (0)           | Открытый воздух (3+3)                     |

* количество побед в одиночном разряде + количество побед в парном разряде.
| №  | Дата           | Турнир                | Покрытие | Соперник в финале | Счёт        |
| 1. | 5 июня 2011    | Рим, Италия           | Грунт    | Екатерина Иванова | 6-2 6-4     |
| 2. | 31 января 2016 | Мауи, США             | Хард     | Равина Кингсли    | 6-3 4-6 6-4 |
| 3. | 12 мая 2019    | Кань-сюр-Мер, Франция | Грунт    | Штефани Фёгеле    | 7-6(4) 6-2  |

#### Поражения (3)
| №  | Дата            | Турнир        | Покрытие | Соперник в финале | Счёт        |
| 1. | 28 октября 2007 | Иту, Бразилия | Грунт    | Майлен Ору        | 5-7 2-6     |
| 2. | 11 октября 2009 | Трой, США     | Хард     | Алисон Риск       | 4-6 6-2 5-7 |
| 3. | 30 января 2022  | Орландо, США  | Хард     | Чжэн Циньвэнь     | 0-6 1-6     |

### Финалы турнировWTAв парном разряде (4)

#### Победы (2)
| №  | Дата            | Турнир            | Покрытие | Партнёрша    | Соперницы в финале           | Счёт       |
| 1. | 16 января 2016  | Хобарт, Австралия | Хард     | Хань Синьюнь | Кимберли Биррелл Ярмила Вулф | 6-3 6-0    |
| 2. | 16 октября 2016 | Тяньцзинь, Китай  | Хард     | Пэн Шуай     | Магда Линетт Сюй Ифань       | 7-6(8) 6-0 |

#### Поражения (2)
| №  | Дата             | Турнир           | Покрытие | Партнёрша       | Соперницы в финале      | Счёт           |
| 1. | 15 сентября 2019 | Хиросима, Япония | Хард     | Валерия Савиных | Мисаки Дои Нао Хибино   | 6-3 4-6 [4-10] |
| 2. | 28 августа 2021  | Кливленд, США    | Хард     | Саня Мирза      | Сюко Аояма Эна Сибахара | 5-7 3-6        |

### Финалы турнировITFв парном разряде (6)

#### Победы (3)
| №  | Дата            | Турнир                | Покрытие | Партнёр         | Соперницы в финале                | Счёт    |
| 1. | 20 октября 2007 | Серра-Негра, Бразилия | Грунт    | Элли Уилл       | Татьяна Буа Майлен Ору            | 7-5 6-3 |
| 2. | 28 июня 2008    | Уичита, США           | Хард     | Слоан Стивенс   | Доминика Дискова Ана-Клара Дуарте | 6-3 6-2 |
| 3. | 4 июня 2010     | Рим, Италия           | Грунт    | Оливия Роговска | Ирина Курянович Аранча Рус        | 6-4 6-1 |

#### Поражения (3)
| №  | Дата            | Турнир          | Покрытие   | Партнёр          | Соперницы в финале                 | Счёт       |
| 1. | 2 июня 2007     | Хьюстон, США    | Хард (зал) | Кимберли Куц     | Хелена Бесович Нина Мюнх-Соегард   | 6-7(2) 5-7 |
| 2. | 13 июня 2009    | Щецин, Польша   | Грунт      | Эйжа Мухаммад    | Михаэла Паштикова Ленка Твароскова | 2-6 5-7    |
| 3. | 27 октября 2013 | Пуатье, Франция | Хард (зал) | Моника Никулеску | Луция Градецкая Михаэлла Крайчек   | 6-7(5) 2-6 |

### Финалы командных турниров (1)

#### Поражения (1)
| №  | Год  | Турнир          | Команда                 | Соперник в финале             | Счёт в финале |
| -- | ---- | --------------- | ----------------------- | ----------------------------- | ------------- |
| 1. | 2010 | Кубок Федерации | США Не играла в финале. | Италия Ф.Пеннетта, Ф.Скьявоне | 1-3           |